# Edward Gibbon Wakefield

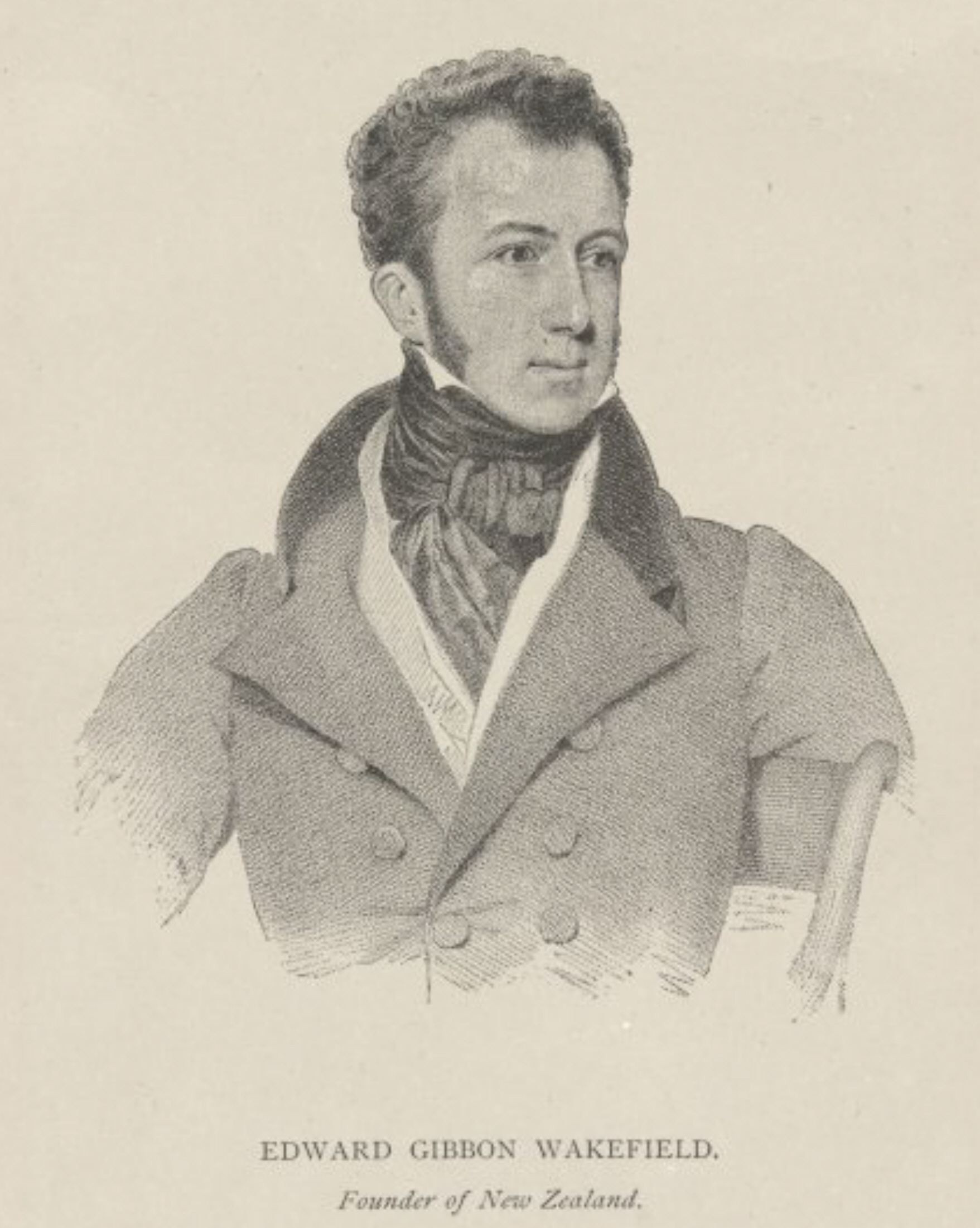
Edward Gibbon Wakefield

Edward Gibbon Wakefield (* 20. März 1796 in London; † 16. Mai 1862 in Wellington) war ein britischer Staatsmann, der als einer der Vertreter des Vereinigten Königreichs am Wiener Kongress teilnahm und maßgeblich an der Kolonialisierung Australiens und Neuseelands mitwirkte.
Wakefield trat früh in den diplomatischen Dienst ein. In Turin, der Hauptstadt des Königreiches Sardinien-Piemont, war er von 1814 bis 1816 als Diplomat tätig. In dieser Zeit wurde er von König Georg III. von Großbritannien zum Wiener Kongress entsandt, um die britischen Interessen zu vertreten. Neben den Hauptvertretern Großbritanniens, Robert Stewart, 2. Marquess of Londonderry und Viscount Castlereagh, Arthur Wellesley und Robert Banks Jenkinson, spielte Wakefield eine weniger bedeutende Rolle.
Nach erneuter Tätigkeit als Diplomat in Paris von 1820 bis 1826 fiel er am englischen Hof in Ungnade. 1827 wurde Wakefield ins Newgate-Gefängnis in London verbracht, da er versucht hatte, ein Mädchen zu entführen. Dort schrieb Wakefield das Manuskript zu einem Buch über die Todesstrafe. Zwei Jahre zuvor hatte er das Werk „A letter from Sydney“ verfasst, in dem er eine Theorie der Kolonialisierung entwickelte. Eine Ausarbeitung des Buches in „England and America“ folgte 1833.
Theorie der Kolonisierung
Im Jahre 1849 entstand „A view of the art of colonization“. Darin schlug Wakefield vor, die Kolonien mit Freiwilligen zu besiedeln und nicht mit Strafgefangenen, wie es bisher üblich war. Zu seiner Theorie der Kolonisierung gehört auch die These, dass bei gleicher Verteilung des Kapitals unter allen Mitgliedern der Gesellschaft kein Mensch ein Interesse hätte, mehr Kapital zu akkumulieren, als er mit seinen eigenen Händen anwenden kann. „Dies ist in gewissem Grad der Fall in neuen amerikanischen Kolonien, wo die Leidenschaft für Grundeigentum die Existenz einer Klasse von Lohnarbeitern verhindert.“ Die Menschheit habe sich in Eigner von Kapital und Eigner von Arbeit  geteilt als „Resultat freiwilliger Verständigung und Kombination“ von Kapitaleigner und Arbeiter. In den Kolonien stelle sich das Verhältnis aber nicht her. „Obgleich das zwischen Arbeiter und Kapitalist zu teilende Produkt groß ist, nimmt der Arbeiter einen so großen Teil, daß er rasch ein Kapitalist wird. .. Dagegen können wenige, selbst wenn sie ungewöhnlich lang leben, große Reichtumsmassen akkumulieren.“ Die Arbeiter „hören bald auf, Lohnarbeiter zu sein, sie verwandeln sich bald in unabhängige Bauern oder gar in Konkurrenten ihrer alten Meister auf dem Lohnarbeitsmarkt selbst.“ Die Lösung sieht Wakefield in hohen Preisen für Grunderwerb, die den Arbeiter zwingen, seine Arbeitskraft zu verkaufen.
Seine Ideen führten 1834 zur Gründung der South American Association, die 1836 britische Kolonie wurde. 1837 gründete Edward Gibbon Wakefield die New Zealand Association, so dass er aufgrund seiner Verdienste für dieses Land 1854 zum Mitglied der ersten gesetzgebenden Versammlung von Neuseeland wurde. Dank dieser Association stieg die Zahl der Siedler von 2000 im Jahre 1839 auf 22.000 im Jahre 1850. Dies erreichte man durch die Anwerbung freiwilliger Siedler, die als „Lockmittel“ einige Vergünstigungen erhielten.

## Werke
- Edward Gibbon Wakefield: A letter from Sydney principal town of Australasia. Hrsg.: Robert Gouger. London 1879 (englisch, net.au).
- Edward Gibbon Wakefield: A view of the art of colonization. Hrsg.: James Collier. Clarendon press, Oxford 1914 (englisch, archive.org).